# Lying
Lying ist ein US-amerikanisches Filmdrama von M. Blash aus dem Jahr 2006.

## Handlung
Megan, eine Erbin, lädt einige Frauen aus ihrem Yoga-Kurs – Grace, Linda und Hella – ein, ein Wochenende mit ihr in ihrem großen Landhaus im Norden New Yorks zu verbringen. Hellas Verlobter hat sie kürzlich verlassen, was Megan dazu veranlasst hat, das Treffen zu planen. Die Frauen kommen gemeinsam an, und Megan bereitet ein Essen vor, das sie draußen an einem Picknicktisch einnehmen. Sie bemerkt, dass die Telefonleitungen unterbrochen sind, so dass sie über das Wochenende niemanden erreichen können. Grace stellt während des Essens neugierige Fragen an Megan, insbesondere über Megans verstorbene Eltern, von denen sie das Haus geerbt hat. Hella tadelt Grace für ihr konfrontatives Verhalten. Megan bringt jeder von ihnen Kristallgärten, die sie in Gläsern vorbereitet hat. Die vier Frauen machen einen nächtlichen Spaziergang im Wald und werden von Henry, Megans Bruder, der unangekündigt auftaucht, erschreckt. Grace bemerkt, dass Megan nie erwähnt hat, einen Bruder zu haben. Megan bittet Henry, kurz darauf zu gehen.
Am nächsten Morgen trifft Megan im Wald auf einen kleinen Jungen, der behauptet, sich verlaufen zu haben. Er erklärt, dass er mit seiner Familie zelten war, und erzählt ihr, dass er zur Armee gehen will. Währenddessen beobachtet Sarah, eine Nachbarin, deren Haus an Megans Grundstück grenzt, die Frauen von ihrer Küche aus. Sie geht nach draußen und schwenkt Fahnen in der Luft, um ihre Aufmerksamkeit zu erregen – ohne Erfolg. Die Frauen spielen zusammen Krocket, und Megan bemerkt, dass Henry an einem Roman arbeitet. Linda ist verwirrt, da sie sich daran erinnert, dass Megan ihr erzählt hat, Henry sei in einer Band. Später findet Megan Hella, die versucht, das Telefon zu benutzen.
In dieser Nacht betrinken sich alle vier Frauen mit Wein und hören gemeinsam den Klang einer singenden Frau, der von verschiedenen Stellen im Haus kommt. Sie machen ein Spiel daraus, die Stimme zu verfolgen und zu versuchen, ihre Quelle zu lokalisieren. Als Megan sie zum Kamin zurückverfolgt, verschwindet die Stimme. Am nächsten Morgen inszenieren die Frauen draußen ein Videokunstprojekt. Sarah kommt an und beobachtet die Szene, wird aber von Megan weggeschickt. Sie fragt Megan, ob ihre Eltern zu Besuch kommen, woraufhin Megan verneint und erklärt, dass sie morgen früh abreisen werden. Megan fragt Sarah nach ihren verstorbenen Eltern und nach der Art eines anstehenden Vergleichs. Megan lädt Sarah am nächsten Morgen zum Frühstück ein.
Währenddessen schnüffelt Grace im Haus herum und findet Megans Reisepass. Während des Abendessens sprechen die Frauen über Sarah, und Megan bemerkt, dass sie das Grundstück neben Sarahs Haus gekauft und das Haus bauen lassen hat. Grace stellt dies in Frage, da das Haus alt zu sein scheint. Grace fordert Megan erneut heraus, als diese behauptet, dass Heuschrecken jedes Jahr in die Arktis ziehen. Grace erzählt Hella später, dass Megan über ihr Alter gelogen hat. Am Morgen konfrontiert Grace Hella und Linda mit einem Stapel von Rechnungen und Papieren, die sie in einer Schublade entdeckt hat, was darauf hindeutet, dass Megan gelogen hat, dass das Haus ihr gehört. Die drei Frauen verlassen das Haus.
Sarah kommt zum Frühstück und findet Megan allein vor. Megan sagt, die drei Frauen müssten zurück in die Stadt. Sarah erzählt Megan, dass gerade ein kleiner Junge gefunden wurde, der vermisst wurde, als er mit seiner Familie in der Nähe zeltete; sie erklärt, dass der Junge behauptete, eine Frau gesehen zu haben, die sich weigerte, ihm zu helfen, und dass die Behörden es ihm als Halluzination angekreidet haben. Megan gibt ihre Begegnung mit ihm nicht zu. Die beiden betreten das Haus, um das Frühstück vorzubereiten.

## Kritiken
Leslie Felperin schrieb in der Zeitschrift Variety vom 25. Mai 2006, der Film sei „anmaßend“, „erfunden“ und „technisch schlechter gemacht als durchschnittliches Schulprojekt“. Die meisten der 94 Filmminuten seien „humorlos“. Der Film sei von den Filmen Persona Ingmar Bergmans und Drei Frauen Robert Altmans beeinflusst, aber ihm fehle „intellektuelle Tiefe“.
Kritikerin Prairie Miller urteilte in NewsBlaze, der Film sei ein „Ein düsterer Ausflug in ein armes, kleines, reiches Mädchen mit viel zu viel Geld, das auf seltsame Weise Missbilligung und Ehrfurcht gegenüber der nicht überzeugenden Leitung des prächtigen McMansion-Haushaltes kombiniert.“ (original: A bleak excursion into poor little rich girl with entirely too much money turf, oddly combining disapproval and awe towards unconvincing post-teen heads of sumptuous McMansion households.)

## Hintergrund
Der Film wurde in Pine Plains (New York) gedreht. Er hatte seine Weltpremiere am 25. Mai 2006 auf den Internationalen Filmfestspielen von Cannes.